# Estádio de la Fontenette
O Estádio de la Fontenette, original Stade de la Fontenette, é um estádio de futebol localizado em Carouge, Suíça. Tem capacidade para 7 200 espectadores e tem como mandante o Étoile Carouge FC. 